# Michaił Audziejeu
Michaił Alaksandrawicz Audziejeu, białorus. Міхаіл Аляксандравіч Аўдзееў, ros. Михаил Александрович Авдеев  (ur. 2 lutego 1982) – białoruski sztangista.
Startuje w kategorii wagowej do 105 kg. Uczestnik igrzysk olimpijskich w 2004 roku Atenach, gdzie zajął 9. miejsce. W 2012 roku zdobył brązowy medal mistrzostw Europy, jednak w czasie tych zawodów w jego organizmie wykryto niedozwolone środki dopingujące, w wyniku czego stracił medal i otrzymał dwuletnią dyskwalifikację (kończącą się 14 kwietnia 2016 roku). 

## Osiągnięcia
| Rok  | Zawody               | Miasto | Miejsce | Kategoria | Wynik  |
| ---- | -------------------- | ------ | ------- | --------- | ------ |
| 2004 | Igrzyska olimpijskie | Ateny  | 9.      | do 105 kg | 400 kg |